# Penningpolitik
Penningpolitik, även monetär politik, är en av de två delar som den ekonomiska politiken generellt sett brukar delas upp i. Den andra delen kallas för finanspolitik. Penningpolitik handlar om hur mycket pengar som ska finnas i ekonomin och hur hög reporäntan ska vara. Penningpolitiken kan styras av landets regering eller av landets riksbank. I Sverige och övriga Europa bedrivs penningpolitiken av en mer eller mindre självständig centralbank, i Sverige kallad riksbanken. I de flesta länder är penningpolitikens roll att försöka se till att ekonomin växer i en stadig takt och att inflationen hålls nere. I Sverige är penningpolitikens mål att hålla en låg och stabil inflationstakt. Om Riksbanken upplever att inflationen är på väg att stiga kan den höja räntan och se till att det sker en avkylning i ekonomin och inflationstakten minskar. Det omvända sker då Riksbanken istället sänker räntan och på så sätt ser till att konsumtion och investeringar stimuleras vilket i sin tur leder till att inflationstakten ökar.

## Hur det fungerar i praktiken
Det enklaste sättet för Riksbanken att styra penningmängden är att låna ut pengar till bankerna. Detta görs genom en s.k. repa – "repurchase agreements". Riksbanken lånar ut pengar på en bestämd tid, en vecka, för att sedan återköpa lånet. Skillnaden mellan kostnaden för utlåning och återköp utgör den s.k. prisspreaden. Tanken är att dagslåneräntan ska ligga i närheten av reporäntan.

## Penningpolitikens utmaningar
- I dagens penningpolitik får åtgärder sin fulla effekt först efter cirka två år på grund av tidsfördröjning. Därför är det lätt hänt att prognoser missas och att politiska beslut genomförs i fel tid.
- Målkonflikter mellan inflationsmålet och finanspolitikens mål så som fördelningspolitik, sysselsättning och ”röstfiske”. Dessutom finns en konflikt mellan inflationsmålet och handelsbalansen.
- Inflation och deflation kan bero på externa faktorer såsom råvarupriser, och penningpolitik kan vara ett trubbigt vapen som påverkar branscher som inte har samma inflation (inte påverkas av dessa råvaruprisändringar). Till exempel om inflation beror på att oljepriset gått upp kan industrier som behöver olja drabbas ytterligare av höjd ränta.
- Penningmängden är svår att definiera, utöver sedlar och mynt är det också rimligt att ta med allmänhetens medel på girokonton, medel på andra bankkonton med hög likviditetsgrad (till exempel checkkonton) som kan användas som betalningsmedel. Detta har gjort att den så kallade kvantitetsteorin bara har viss relevans. Denna teori säger att om penningmängden ökar med 10 % ökar också prisnivån med 10 % (åtminstone på lång sikt). Vad kvantitetsteorin inte tar i beaktande är att prisökningarna beror på var i ekonomin de nyskapade pengarna först hamnar. Om de nya pengarna når lånemarknaden först så indikerar detta att det finns fria kapitalvaror dvs. att sparandet har ökat. Då detta inte är fallet ökar priset på existerande kapitalvaror.
- Betalningsvanorna skiftar från land till land. Användningen av betal- och kreditkort har till exempel ökat dramatiskt på senare tid. Eftersom betalningsvanorna hela tiden ändras vet vi inte hur mycket en ökning i penningmängden påverkar ekonomin.
- Tidigare ansågs det att räntan inte kunde vara negativ vilket kunde hindra centralbanken att föra en expansiv penningpolitik med hjälp av styrräntan i tider av deflation. Detta var ett problem för många centralbanker under finanskrisen 2007–2008. Senare har man kommit på att styrräntan visst kan göras negativ. Bankernas låneränta mellan varandra (Stibor) kan dock inte vara alltför långt under noll, eftersom ingen vill ha negativ ränta på bankkonton, för då skulle folk ta ut kontanter, och bankerna vill egentligen inte ha högre ränta på inlåningskonton än låneränta mellan varandra.
- I länder med statliga ekonomiska problem kan det vara lockande för politiker att be centralbanken öka penningmängden och låna ut dessa till staten (köpa statsobligationer), för att kortsiktigt finansiera budgetunderskott. Det är ungefär samma som att trycka sedlar och skapar inflation. Denna möjlighet anses öka förtroendet för statsobligationer räknat i den egna valutan, vilket håller nere räntan på statsobligationerna. Euroländerna, som inte har en egen valuta, inte minst Grekland, kan inte göra detta utan måste låna av varandra. Eller av ECB via en ökning av penningmängden, vilket dock är politiskt kontroversiellt, då det kan ge inflation i alla euroländer. För att hålla ett förtroende för låg ränta och inflation vill man numera inte ha politisk styrning över centralbanken. Eurokrisen har ändå delvis mildrats via tillfälliga ökningar av penningmängden på hundratals miljarder euro. USA finansierar i huvudsak också sina stora statliga budgetunderskott på detta sätt.